# Sandow
Sandow er en amerikansk stumfilm fra 1894 af William K.L. Dickson.